# Jean-Gaspard de Bothmer
Jean-Gaspard de Bothmer (en allemand Johann Kaspar von Bothmer) est né à Lauenbrück (Brême-et-Verden) le 31 mars 1656 et il meurt à Londres le 6 février 1732.

## Biographie
Il est un membre de la noblesse de la Basse-Saxe, fils de Jules-Auguste de Bothmer (1620-1703) et de Marguerite de Petersdorff (1638-1705).
Il commence sa carrière à la cour du duché de Brunswick-Lunebourg, et de la principauté de Calenberg à Hanovre. Diplomate au service de Hanovre, il exerce comme tel à Vienne, Berlin, La Haye, Paris, et enfin à Londres, où il contribue à faire de l'Électeur de Hanovre le roi Georges Ier de la Grande-Bretagne. Bothmer reste à Londres jusqu'à sa mort en 1732 et il est le principal conseiller du roi, et aussi ministre des sujets allemands. Depuis 1720 a son bureau au 10 Downing Street.

Il a été créé baron du Saint-Empire en 1696 et puis, élevé au titre de comte du Saint-Empire en 1713.

## Mariages et descendance
Il se marie une première fois le 17 juin 1684 à Hanovre avec Sophie Ehrengard von der Asseburg († 1688), fille de Christoph Christian von der Asseburg (1639–1675) et de Gertrud von Alvensleben (1640–1691). Ils eurent deux enfants qui moururent en bas âge.

Le 28 décembre 1696 il se marie à Dresde avec Gisèle Erdmude de Hoym (1669-1741), fille de Louis de Hoym (1631-1711) et de Sophie Catherine de Schonfeld (1644-1681). De ce mariage nait Charlotte Sophie de Bothmer (1697-1748), mariée avec Henri II de Reuss-Obergreiz (1696-1722).